# باول وود
باول وود (بالإنجليزية: Paul Wood)‏ (1 نوفمبر 1964 في المملكة المتحدة - ) هو لاعب كرة قدم بريطاني في مركز الوسط. لعب مع برايتون أند هوف ألبيون وشيفيلد يونايتد ونادي بورتسموث ونادي بورنموث وHappy Valley AA ‏ وهافانت أند ووترلوفيل ونادي أندوفر ‏.

## وصلات خارجية
- باول وود على موقع قاعدة بيانات كرة القدم.إي يو (الإنجليزية)